# 威世智
威世智（英語：Wizards of the Coast；又名：巫师海岸、海岸巫師）是一家全球游戏与娱乐公司，位于美国西雅图。收購了TSR公司，代理龙与地下城游戏。

## 歷史

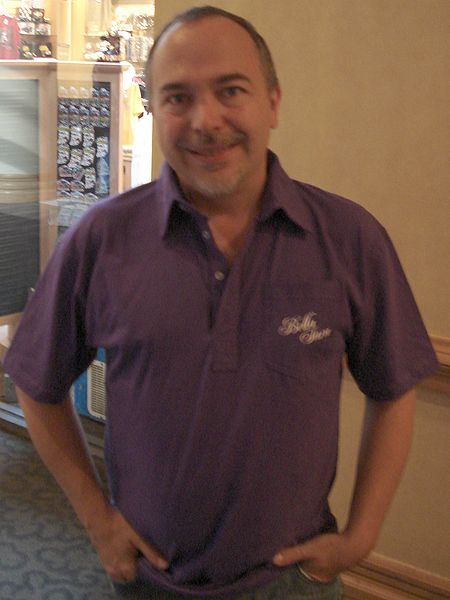
Peter Adkison, founder of Wizards of the Coast, at Gen Con Indy 2007

1990年，尚受雇于波音公司的Peter D. Adkison于华盛顿州伦顿与其他六个年轻人创建了威世智，主要在业余时间创造和发展角色扮演游戏。
1993年，威世智创造了第一款集换式卡片游戏——魔法風雲會（Magic: The Gathering）。这款游戏现在风靡全球，用10个语言出版。
1997年，威世智成为世界最大的冒险游戏公司。
1999年9月，威世智被以超过3亿2千5百万美元的价格出售给孩之宝集团（Hasbro Inc.）。

## 遊戲與產品
现在，威世智開發和出版：
- 集换式卡片游戏（trading card games）
- 桌上角色扮演游戏（tabletop roleplaying games）
- 小说
- 杂志
- 家庭卡板游戏（family card and board games）
- 电子媒体产品

威世智的合作伙伴有：
- 华纳兄弟公司
- 卢卡斯电影公司
- 漫威漫畫

代理游戏：
- 龙与地下城（Dungeons & Dragons, D&D）
- 万智牌（Magic: The Gathering, MTG）
- 宝可梦集换式卡牌游戏（Pokémon Play Card，1998年12月 ~ 2003年7月）

## 外部連結
- 威世智官方网站 （页面存档备份，存于）（英文）